# Oxyonchus australis
Oxyonchus australis is een rondwormensoort uit de familie van de Enoplidae. De wetenschappelijke naam van de soort is voor het eerst geldig gepubliceerd door de Man.